# بير كوبمينرز
بير كوبمينرز (بالهولندية: Peer Koopmeiners) (مواليد 4 مايو 2000) هو لاعب كرة قدم هولندي محترف يلعب كلاعب خط وسط في نادي ألكمار.